# Die Lebenden reparieren
Die Lebenden reparieren ist eine französisch-belgische Literaturverfilmung von Katell Quillévéré aus dem Jahr 2016. Sie beruht auf dem gleichnamigen Roman von Maylis de Kerangal.

## Handlung
Simon ist 17 Jahre alt, als er nach dem Surfen mit Freunden bei einem Autounfall schwer verletzt wird. Als einziger der Gruppe war er nicht angeschnallt. Er kommt mit einem schweren Schädel-Hirn-Trauma ins Krankenhaus in Le Havre. Dr. Pierre Révol eröffnet den getrennt lebenden Eltern Marianne und Vincent, dass Simon starke Hirnblutungen erlitten hat, die nicht mehr operabel sind. Ihr Sohn ist hirntot und wird nur noch von Maschinen am Leben gehalten. Da Simons Organe jedoch intakt sind, kommt eine Organspende infrage. Als Koordinator zwischen Krankenhaus und Simons Eltern wird Arzt Thomas Rémige eingesetzt. Die Eltern, die gerade erst vom Tod des Sohnes erfahren haben, wollen von einer Organspende zunächst nichts wissen, auch wenn Thomas das Gespräch sehr behutsam führt. Einige Tage später stimmen sie der Organspende jedoch zu. Als einzige Einschränkung legen sie fest, dass die Augen nicht gespendet werden dürfen.
Über eine Agentur werden Empfänger für Leber, Nieren und Simons Herz ermittelt. Claire ist Mutter zweier erwachsener Söhne, die seit drei Jahren weiß, dass sie eine degenerative Herzerkrankung hat, bei der sich das Herz vergrößert. Sie erhält nun die Nachricht von ihrer Ärztin Lucie Moret, dass der Defibrillator, den sie bereits trägt, zukünftig nicht mehr wirksam genug sein wird. Sie solle ihr Leben wie in Zeitlupe führen und jegliche Aufregung vermeiden. Claire sucht ihre frühere Geliebte Anne auf, die Konzertpianistin ist. Sie hatte sich von ihr getrennt, weil sie sie nicht mit ihrer Erkrankung und den Folgen belasten wollte. Anne verbringt die Nacht bei ihr.
Die Organentnahmen, darunter auch die Herzentnahme für Claire, werden vorbereitet. Wie mit Simons Familie abgesprochen, richtet Thomas kurz vor der Entnahme Simon letzte Grüße der Familie und auch von seiner Freundin Juliette aus. Sie hat zudem ein Lied ausgesucht, das Simon auf seinem letzten Weg begleiten soll und das Thomas ihm über Kopfhörer vorspielt. Das Herz wird entnommen und die Geräte, die Simons Kreislauf aufrechterhalten haben, werden abgeschaltet. Thomas wäscht den Toten, bevor er ihn mit einem weißen Tuch bedeckt und die Familie informiert, dass er ihre letzten Wünsche umgesetzt habe. Er kündigt einen Anruf am nächsten Tag an. Simons Herz wird unterdessen nach Paris zum Hôpital Universitaire Pitié Salpêtrière transportiert, wo Claire bereits für die Operation vorbereitet wird. Die Transplantation gelingt. Claire öffnet am nächsten Tag die Augen und beginnt, glücklich zu lächeln.

## Produktion
Die Lebenden reparieren wurde von Ende September bis Anfang Dezember 2015 in Le Havre gedreht. Die Dreharbeiten im Krankenhaus fanden dabei im stillgelegten Flügel eines realen Krankenhauses statt, der für die Dreharbeiten reaktiviert wurde. Die Kostüme schuf Isabelle Pannetier, die Filmbauten stammen von Daniel Bevan. Der Film basiert auf dem gleichnamigen Roman von Maylis de Kerangal, räumt dabei jedoch der Figur der Organempfängerin Claire mehr Platz ein als die Romanvorlage.
Die Lebenden reparieren erlebte am 4. September 2016 auf den Internationalen Filmfestspielen von Venedig seine Premiere. Am 1. November 2016 lief er in den französischen Kinos an und kam am 7. Dezember 2017 in die deutschen Kinos.

## Synchronisation
| Rolle         | Darsteller            | Synchronsprecher |
| ------------- | --------------------- | ---------------- |
| Thomas Rémige | Tahar Rahim           | Nicolás Artajo   |
| Alice         | Alice de Lencquesaing | Nadine Nourney   |

## Auszeichnungen
Auf den Internationalen Filmfestspielen von Venedig wurde der Film 2016 für den Queer Lion und den Premio Orizzonti für den besten Film nominiert. Auf dem Toronto International Film Festival wurde der Film für den Platform Price nominiert und lief auf der Semana Internacional de Cine de Valladolid 2016 im Rennen um die Goldene Ähre als Bester Film. Katell Quillévéré und Gilles Taurand erhielten 2017 eine César-Nominierung in der Kategorie Bestes adaptiertes Drehbuch.